# Pont Alphonse-XII
Ne doit pas être confondu avec Pont Alphonse XIII.
Le pont Alphonse-XII était un pont de Séville (Andalousie, Espagne). Premier pont ferroviaire de la ville, il fut construit en 1880 lors de la création de la ligne ferroviaire entre Séville et Huelva. On le nomma en l'honneur du roi d'Espagne. Il fut détruit en 1959. Depuis, un nouveau pont ferroviaire en direction de l'ouest passe au nord de la ville, près du stade olympique.
À son emplacement se trouve actuellement le pont du Christ de l'Expiration.

### Sources et bibliographie
- (es) www.nicolas.salas.net, « Ponts de Séville (Puentes de Sevilla) » (consulté le 7 février 2008)